# تپه ده‌آقا
تپه ده آقا مربوط به عصر مس - عصر آهن است و در شهرستان سلسله (الشتر)، بخش فیروزاباد، دهستان فیروزآباد، روستای ده آقا واقع شده و این اثر در تاریخ ۳۰ بهمن ۱۳۸۶ با شمارهٔ ثبت ۲۱۱۲۵ به‌عنوان یکی از آثار ملی ایران به ثبت رسیده است.